# 2011 v letectví
Tento článek obsahuje seznam událostí souvisejících s letectvím, které proběhly roku 2011.

## Události

### Březen
- 22. března – Britské letectvo Royal Air Force rozpustilo 111. stíhací peruť a vyřadilo ze služby záchytné stíhače Panavia Tornado ADV, jimiž byla tato jednotka jako poslední vybavena.[1]

## První lety

### Leden
- 11. ledna – Chengdu J-20

### Únor
- 4. února – Northrop Grumman X-47B

### Červen
- 24. června – Evektor EV-55 Outback[2]